# Кристал (Чортків)
«Кристал» — український футбольний клуб із міста Чорткова, Тернопільської області.

## Назви клубу
- ФК «Динамо» Чортків (1946—1986)[3]
- ФК «Цукровик»  (1986—1990)
- ФК «Кристал»  (1990—1999)
- ФК «Авіаносець»  (1999—2005)
- ФК «Чортків» (2005—2016)
- ФК «Чортків-Педуніверситет» (2016—2017)
- ФСК «Кристал» (2017—2020)
- ФСК «Кристал U-19» (2020—2022)
- ФСК «Кристал» (з 2022)

## Історія
Футбольна команда в Чорткові була утворена у 1946 році під назвою «Динамо».
Команда під назвою «Цукровик» у середині та наприкінці 1980-х брав участь у чемпіонаті України серед колективів фізкультури.
У 1990 році стала називатися «Кристал». Президентом футбольного клубу був Василь Караван і при його керівництві у 1992 році команда стартувала в першій лізі чемпіонату України, одразу ж посівши 6-е місце. 
Проте найуспішнішим для команди став сезон 1995-96 р., коли під орудою Семена Осиновського команда демонструвала змістовну і результативну гру (70 м'ячів у 42 іграх), хоча в чемпіонаті посіла лише 10-те місце, тоді ж у 1996 році виграла Кубок Підгір'я.
Через рік у сезоні 1996-1997 команда зайняла останнє 24 місце серед команд першої ліги й опустилась у другу лігу, в якій найкращим результатом був сезон 1997-1998 та 5-те місце серед 18-ти команд.
У сезоні 1998-1999 через фінансові негаразди команда знялась із чемпіонату після першого кола, її виключили зі складу ПФЛ. Значна частина гравців «Кристалу» після розформування команди пробувала свої сили в чемпіонаті Казахстану: Віктор Данилишин, Іван Брикайло, Віталій Кіцак, Ігор Струк, Петро Дідик, Олег Тимець, Євген Беззубко та Петро Бадло.
З 1999 року команда під назвою «Авіаносець» виступала в чемпіонаті Тернопільської області. Двічі вигравши золоті медалі в 2002 та 2003 років, 2003 році здобув перемогу в суперкубку. 

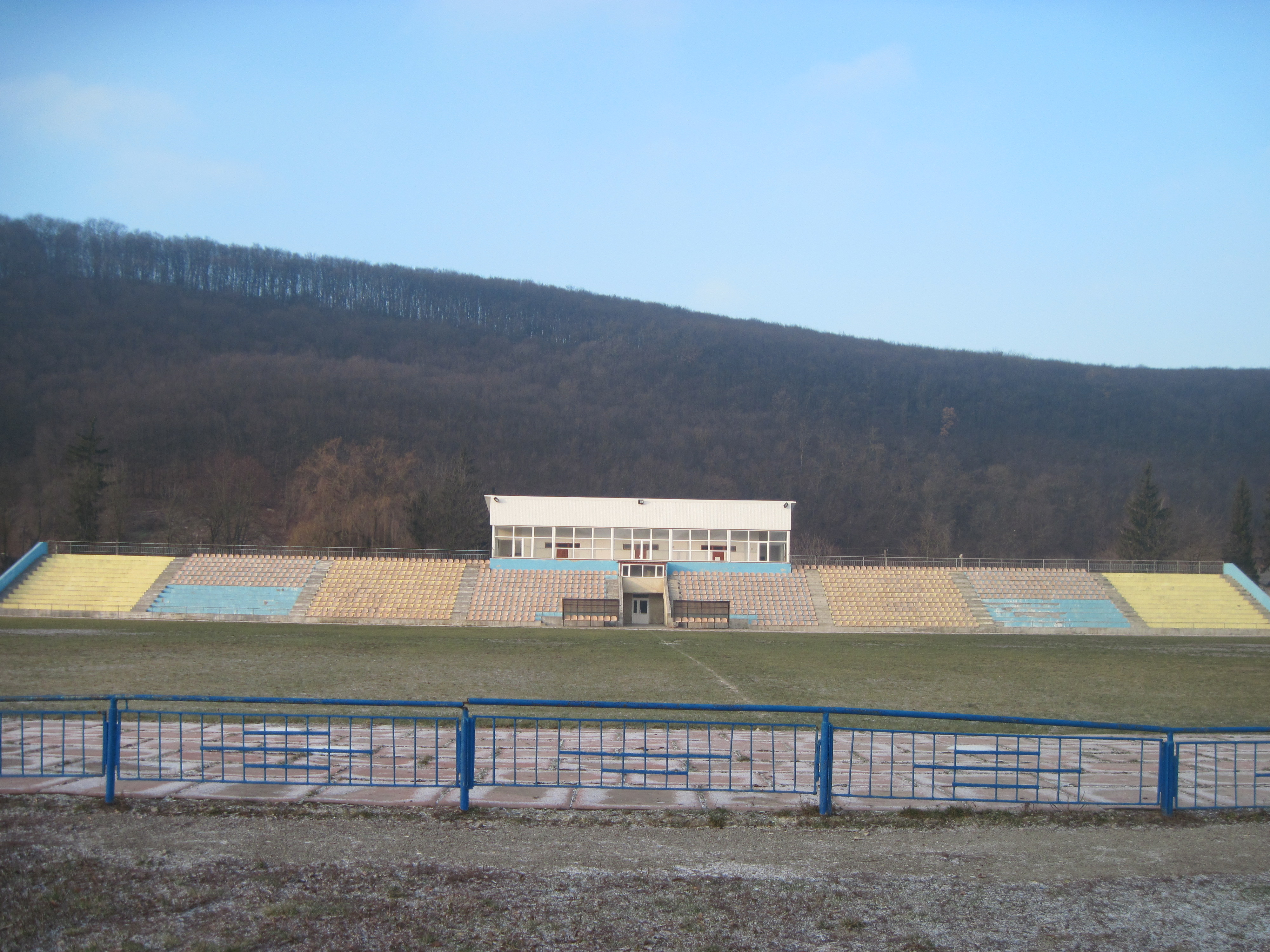
Стадіон «Харчовик» 2014 р.

З 2016 року команда змінила назву на «Чортків-Педуніверситет», очолив команду Василь Івегеш. Команда  бере участь в чемпіонаті України серед аматорських команд в сезоні 2016/2017. 
У 2017 році футбольна команда  відновила колишню назву ФСК «Кристал». Здобуває бронзові медалі чемпіонату Тернопільської області, в чемпіонаті України з футболу серед аматорів сезон провалили. 
У сезоні 2018-2019 команду очолив Едуард Хавров. Склад ФСК «Кристала» поповнили новачки: Руслан Курдас, Максим Сурженко, Петро Сокіл, Олександр Темерівський. Після змін команда фінішує на 5-му місці в чемпіонаті Тернопільської області, в чемпіонаті України серед аматорів результати також невдалі. Після закінчення сезону командою покинув Едуард Хавров.
3 2020 змінила назву на ФСК «Кристал U-19», напрямок розвитку команди був спрямований на місцевих, молодих гравців. Команда бере участь в першій лізі України з футболу серед команд U-19. 
ЗМІ в 2021 повідомили, що «Кристал» може стати фарм-клубом волочиського «Агробізнесу». Команда виступала під керівництвом Сергія Скалія та Олександра Стахіва.

## Статистика виступів

### Чемпіонат УРСР
| Сезон | Чемпіонат | Чемпіонат | Чемпіонат | Чемпіонат | Чемпіонат | Чемпіонат | Чемпіонат | Чемпіонат |
| Сезон | Ліга      | Місце     | І         | В         | Н         | П         | РМ        | О         |
| ----- | --------- | --------- | --------- | --------- | --------- | --------- | --------- | --------- |
| 1986  | Зона 1    | 4         | 16        | 8         | 3         | 5         | 12-12     | 19        |
| 1987  | Зона 2    | 2         | 14        | 7         | 3         | 4         | 22-16     | 17        |
| 1988  | Зона 1    | 5         | 18        | 8         | 2         | 8         | 24-26     | 18        |
| 1989  | Зона 1    | 1         | 22        | 16        | 3         | 3         | 33-13     | 35        |
| 1990  | Зона 1    | 2         | 28        | 22        | 3         | 3         | 63-13     | 47        |
| 1991  | Зона 1    | 1         | 30        | 24        | 5         | 1         | 85-12     |           |

### Чемпіонат України
| Сезон     | Чемпіонат       | Чемпіонат | Чемпіонат | Чемпіонат | Чемпіонат | Чемпіонат | Чемпіонат | Чемпіонат | Чемпіонат |
| Сезон     | Ліга            | Група     | Місце     | І         | В         | Н         | П         | РМ        | О         |
| --------- | --------------- | --------- | --------- | --------- | --------- | --------- | --------- | --------- | --------- |
| 1992      | Перша ліга      | Група А   | 5         | 26        | 11        | 7         | 8         | 34-26     | 29        |
| 1992-1993 | Перша ліга      |           | 14        | 42        | 14        | 9         | 19        | 37-61     | 37        |
| 1993-1994 | Перша ліга      |           | 17        | 38        | 10        | 9         | 19        | 29-41     | 29        |
| 1994-1995 | Перша ліга      |           | 18        | 42        | 12        | 9         | 21        | 35-64     | 45        |
| 1995-1996 | Перша ліга      |           | 10        | 42        | 19        | 6         | 17        | 70-54     | 63        |
| 1996-1997 | Перша ліга      |           | 24        | 46        | 9         | 6         | 31        | 31-77     | 33        |
| 1997-1998 | Друга ліга      | Група А   | 5         | 34        | 13        | 12        | 9         | 48-38     | 51        |
| 1998-1999 | Друга ліга      | Група А   | 14        | 28        | 5         | 1         | 22        | 14-18     | 10        |
| 2016-2017 | Аматорська ліга | Група 1   | 11        | 20        | 3         | 3         | 14        | 17-54     | 12        |
| 2017-2018 | Аматорська ліга | Група 1   | 9         | 16        | 2         | 2         | 12        | 9-43      | 12        |
| 2018-2019 | Аматорська ліга | Група 1   | 9         | 18        | 5         | 2         | 11        | 15-27     | 17        |

## Досягнення
- Чемпіонат Тернопільської області
  -  Чемпіон: 1989, 2002, 2003, 2013.
  -  Срібний призер: 2018.
  -  Бронзовий призер: 2017.

- Кубок Тернопільської області
  -  Переможець: 1964, 1985, 1987, 1989, 1991, 2013.

## Персоналії клубу

### Гравці
- Василь Мудрей
- Роман Максимюк
- Олександр Агарін
- Петро Прядун
- Іван Гакман
- Олег Грицай
- Віктор Данилишин
- Павло Іричук
- Ігор Кондак
- Василь Тофан
- Віталій Кобзар
- Ігор Сушка
- Василь Гречаний
- Андрій Шпак
- Сергій Магерович
- Богдан Дебенко
- Олег Ящук
- Віктор Павлишевський
- Ельхан Расулов

### Тренери
- Валентин Лактіонов (1991-1992)
- Борис Стрєльцов (1992)
- Іван Гакман (1992-1993)
- Юрій Стасишин (1993-1994)
- Іван Краснецький (1994-1995)
- Семен Осиновський (1995-1996)
- Валентин Дементьєв (1996-1997)
- Анатолій Назаренко (1997-1998)
- Василь Івегеш (1999-2000) (2016-2018)
- Віктор Дубно (2018)
- Едуард Хавров (2018-2019)
- Олександр Стахів (2021-2022)

### Легіонери
- Нікітін Сергій (1992)
- Фасахов Тагір (1992)
- Яковенко Дмитро (1992)
- Ткаченко Ігор (1992)
- Расулов Ельхан (1993)
- Агарін Олександр (1995—1996)
- Кобзар Віталій (1996)
- Сіхарулідзе Автанділ (1997—1998)
- Гвіанідзе Автанділ (1998)
- Клаудіней (2019—2020)

### Гравці збірних
- Агарін Олександр
- Кобзар Віталій